# انتونيو بيدروزا
انتونيو بيدروزا (بالإسبانية: Antonio Pedroza) (20 فبراير 1991 بتشستر في المملكة المتحدة - ) هو لاعب كرة قدم مكسيكي في مركز الهجوم. لعب مع كروز آزول وكريستال بالاس ونادي تشياباس وCruz Azul Hidalgo ‏ ونادي موريليا الرياضي ونادي هيريديانو.

## وصلات خارجية
- انتونيو بيدروزا على موقع قاعدة بيانات كرة القدم.إي يو (الإنجليزية)
- انتونيو بيدروزا على موقع Soccerbase.com (لاعب) (الإنجليزية)
- انتونيو بيدروزا على موقع Soccerway.com (الإنجليزية)
- انتونيو بيدروزا على موقع AS.com (الإسبانية)